# Partuloidea
Die Partuloidea sind eine Überfamilie der Schnecken aus der Unterordnung der Landlungenschnecken (Stylommatophora). Die Arten der Partuloidea sind auf den Inseln im Pazifik beheimatet. Die meisten Arten sind endemisch, d. h. kommen nur auf einer einzigen Insel vor.

## Merkmale
Die Gehäuse sind mittelgroß bis groß, die Form variiert von hochkonisch, über eher oval bis kugelig. Die Mündung ist oft erweitert mit umgeschlagenen Rändern. Lamellen oder Plicae fehlen, allerdings können kurze Zähne in die Mündung ragen. Die Sohle ist nicht unterteilt. Der Kiefer gehört zum goniognathen Typus; er ist sehr dünn und aufgebaut auf zahlreichen flachen zopfartigen Gebilden, die nach unten zur Mitte hin konvergieren. Die Nieren gehören zum Orthuretra-Typus, ist annähernd dreieckig und etwa doppelt so lang wie der Herzbeutel (Pericard). Die Harnleiter (Ureter) sind offen (als Ciliengruben). Im zwittrigen Genitalapparat ist der Penis meist einfach, ohne Epiphallus; ein Flagellum kann vorhanden sein oder fehlen. Der Penisretraktor setzt an der Spitze oder kurz unterhalb der Spitze des Penis an. Der Samenleiter entspringt unterhalb der Albumindrüse. Die Prostata ist relativ klein. Der Spermovidukt ist sehr kurz, der Stiel der Spermathek ist dagegen relativ lang.

## Systematik
Die Überfamilie enthält nur zwei Familien, von denen die Familie Draparnaudiidae monotypisch ist. Schileyko (1999) scheidet eine Unterordnung ("infraorder") Partuloidei Schileyko & Starobogatov, 1988 aus, die nur die Familie Partulidae enthält. Sie wird aber von anderen Autoren nicht anerkannt.
- Überfamilie Partuloidea Pilsbry, 1900
  - Familie Partulidae Pilsbry, 1900
  - Familie Draparnaudiidae Solem, 1962